# Grupa Warowna Adam

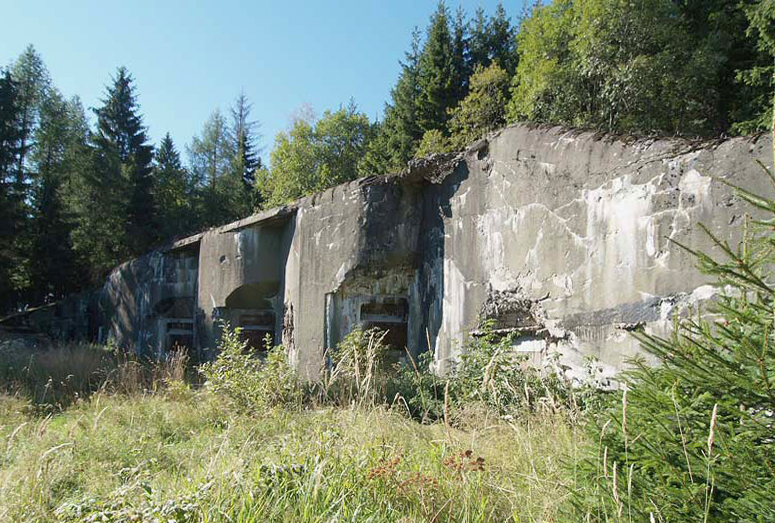
Bunkier artyleryjski K-S 43 „Veverka“

Grupa warowna „Adam” (Dělostřelecká tvrz Adam) – część czechosłowackiej fortyfikacji granicznej mającej chronić północną granicę Czechosłowacji od strony Kotliny Kłodzkiej.

## Historia
Obiekty Grupy warownej „Adam” położone są w Sudetach Środkowych, w południowo-wschodniej części Grzbietu Głównego Gór Orlickich zwanym Czeskim Grzebieniem, na wzniesieniu Adam, około 3,4 km na zachód od centrum Kamieńczyka.
Głównym zadaniem grupy warownej było zamknięcie ogniem artyleryjskim Kotliny Kłodzkiej wbijającej się południkowo klinem w głąb terytorium. Wyprowadzone z Kotliny Kłodzkiej niemieckie natarcie, po przekroczeniu grzbietu górskiego stwarzało dla nieprzyjaciela najlepsze warunki do przecięcia kraju na dwie części, a w szczególności panowanie nad komunikacją. W dalszej kolejności działa obiektów K-Am-S 42 i K-Am-S 43 grupy warownej „Adam” miały wspierać ogniem artyleryjskim sąsiednie grupy warowne oraz przyległe linie ciężkich i lekkich umocnień oraz zwalczać koncentrację nieprzyjacielskich wojsk w okolicach węzła komunikacyjnego w Międzylesiu (niem. Mitewalde).
Grupa warowna „Adam” miała być największą z budowanych grup warownych w Górach Orlickich, jednak zajmowała najmniejszą powierzchnię ze wszystkich 16 budowanych w Czechosłowacji grup warownych. Obiekty tej grupy warownej rozmieszczone są na obszarze w kształcie prostokąta o wymiarach 400 × 500 metrów. W skład grupy wchodziło 8 schronów bojowych, podziemny magazyn i koszary oraz system podziemnych korytarzy (potern) łączących poszczególne obiekty. Oprócz obiektu wejściowego w skład GW „Adam” wchodziły trzy schrony bojowe piechoty, dwa schrony artyleryjskie, z których każdy miał być wyposażony w trzy szybkostrzelne haubice kalibru 100 mm, jeden schron z dwiema haubicami umieszczonymi w wysuwanej wieży pancernej oraz schronu artyleryjskiego o znaku K-Am-S 44 „Za větrem” dla dwóch moździerzy kalibru 122 mm, którego nie wybudowano przed wkroczeniem Niemców. Łączna długość podziemnych pomieszczeń i korytarzy wynosiła ok. 2 km. Obok pomieszczeń związanych ze stanowiskami ogniowymi grupa warowna posiadała również pomieszczenia dla radiotelegrafisty, dowódcy, sypialnie, ubikacje, magazyny oraz wiele innych.
Załoga obiektu miała liczyć 611 żołnierzy, w tym 34 oficerów, 12 podoficerów i 564 szeregowców. Załogę artyleryjskiej grupy warownej „Adam” tworzył VI Batalion wchodzący w skład Hraničářská Regiment Nr 19. Dowódcą fortu został mianowany pułkownik Antony Kostrhún, a jego zastępcą i komendantem twierdzy artyleryjskiej major Bedřich Pustějovský.
Obiekty bojowe wchodzące w skład Grupy warownej „Adam”:
1. K-Am-S 39 „Houdek” – bojowy schron piechoty
2. K-Am-S 40 „U háječku” – bojowy schron piechoty
3. K-Am-S 41 „Pod vrškem” – bojowy schron piechoty
4. K-Am-S 42 „Trigonometr” – bojowy schron artyleryjski z dwoma szybkostrzelnymi haubicami kalibru 100 mm oraz wysuwną obrotową wieżą artyleryjską
5. K-Am-S 43 „Veverka” – bojowy schron artyleryjski z trzema szybkostrzelnymi haubicami kalibru 100 mm.
6. K-Am-S 43a „Na sekyře – obiekt wejściowy
7. K-Am-S 44 „Za větrem” – bojowy schron artyleryjski dla dwóch moździerzy.
8. K-Am-S 45 „Jabůrek” – bojowy schron artyleryjski z trzema szybkostrzelnymi haubicami kalibru 100 mm.

Oprócz ośmiu wybudowanych obiektów grupy warownej Adam wybudowano trzy bojowe schrony piechoty K-S 37, K-S 38, K-S 39.
Grupa Warowna „Adam” podległa dowództwu korpusu saperów w Kralikach. Budowę obiektów bojowych Grupy warownej Adam rozpoczęto 10.08.1936 r. i prowadzono do 30.09.1938 r., do czasu kiedy cały obszar został włączony do III Rzeszy. Całością prac przy umacnianiu granic kierowała Dyrekcja Prac Fortyfikacyjnych (Ředitelství opevňovacích prací, w skrócie ŘOP), powołana 20.03.1935 r. Autorem projektu grupy warownej „Adam” był mgr. Petr Kovář. Budowę obiektów realizowała firma budowlana Dr. ing. Kapsa a Müller z Pragi. Schrony wchodzące w skład grupy warownej budowane były w najwyższej IV klasie odporności. Grubość stropu i ścian od strony nieprzyjaciela wynosiła 350 cm. Grubość kopuł pancernych 30 cm. W 1938 roku grupa warowna nie była w pełni przygotowana do obrony – brakowało schronu artyleryjskiego dla dwóch moździerzy K-Am-S 44 „Za větrem”, dział artyleryjskich, oraz nie zainstalowano wież obrotowych dla haubic do prowadzenia ognia bocznego. W przypadku nagłego ataku planowano użyć dział polowych 75 mm, ustawionych na prostych drewnianych podestach. Czechosłowackich fortyfikacji w Sudetach, których część stanowią umocnienia w Górach Orlickich, nigdy nie wykorzystano bojowo. Na mocy umowy monachijskiej uzgodniono, że całość umocnień w tym grupa warowna „Adam” przejdzie w ręce Niemców bez jednego strzału. Umocnienia stanowią obecnie unikatowy w skali Europy przykład zabytków techniki wojskowej.

## Inne
- W chwili obsadzenia GW Adam przez Wermacht haubice w które miała być wyposażona, znajdowały w zakładach zbrojeniowych Škoda w Pilźnie. Działa zostały odkupione w 1939 r. przez armię niemiecką, która w ramach prób jedno z dział zainstalowała w schronie „Veverka”. Tylko ta jedna haubica trafiła więc na miejsce przeznaczenia.
- Po Układzie monachijskim 10 października 1938 r. załoga opuściła fort Adam, a VI Batalion został przeniesiony do Chocně. W dniu 30.11.1938 r. Hraničářská Regiment Nr 19, w skład którego wchodził VI batalion obsadzający GW Adam został rozwiązany.
- W okresie budowy wydarzyło się kilka wypadków, w tym jeden śmiertelny.
- Bunkry otrzymały kodowe oznaczenia cyfrowo-literowe, np. K-Am-S41. Pierwsza litera oznacza odcinek podległy dowództwu saperów korpusu (ZSV) – są to litery N (Náchod), R (Rokytnice v Orl. H.) i na omawianym terenie K (Králíky), S to skrót słowa (schron) srub, a liczba to kolejny numer (od wschodu na zachód). Prócz tego bunkry mają nazwy, nadane najczęściej od sąsiadujących obiektów topograficznych Am (Adam).

## Turystyka
W bliskiej odległości prowadzi:
- Piesza turystyczna magistrala Gór Orlickich – Szlak Aloisa Jiraska (czes. Jiráskova horská cesta), rozpoczynająca się w Rezerwacie przyrody „Ziemska Brama” (Zemská brána) i prowadząca na Suchy vrch przez schronisko(czes. Kašparowa Chata) na Adamie, Mladkov.
- Szlak dydaktyczny Betonowa granica, z systemami fortyfikacji granicznych z lat 1936-1938 prowadzący przez Artyleryjskie grupy warowne Bouda (czes.Dělostřelecká tvrz Bouda) i Adam.
- Obecnie wszystkie obiekty artyleryjskie z wyjątkiem schronu „Veverka” znajdują się na zamkniętym terenie wojskowym i nie można ich zwiedzać.